# Arnsdorf (Jessen)
Arnsdorf is een plaats en voormalige gemeente in de Duitse deelstaat Saksen-Anhalt, en maakt deel uit van de Landkreis Wittenberg.
Arnsdorf telt 211 inwoners.